# Ckm wz.30
La Ckm wz.30 (abreviación de Ciężki karabin maszynowy wz.30; Ametralladora pesada Modelo 1930, en polaco) era una copia de la ametralladora pesada estadounidense Browning M1917. Producida con modificaciones mínimas, era una copia sin licencia de su predecesora y fue la ametralladora pesada estándar del ejército polaco.

## Historia
Cuando Polonia recuperó su independencia en 1918, sus fuerzas armadas empleaban armas de diversos tipos que habían sido heredadas de los ejércitos de los países que tomaron parte en sus particiones. Al igual que en el caso de los fusiles y carabinas, las ametralladoras empleadas por el ejército polaco durante la guerra polaco-soviética eran la Maxim M1910 rusa (7,62 mm), la Schwarzlose MG M.07/12 austriaca (8 mm), la Maschinegewehr 08 alemana (7,92 mm) y la Hotchkiss M1914 francesa (8 mm). Semejante diversidad representaba un gran problema logístico, por lo que a inicios de la década de 1920 el Estado Mayor del ejército polaco decidió reemplazar todas las viejas ametralladoras con un nuevo modelo, construido según especificaciones polacas.
Inicialmente se pensó en adoptar la ametralladora Hotchkiss M1914, recalibrada para disparar cartuchos 7,92 x 57 Mauser y probada durante la guerra polaco-soviética. A finales de 1924 e inicios de 1925, unas 1000 ametralladoras fueron compradas a Francia y el Ministerio de Guerra polaco inició negociaciones para comprar la licencia y producirla en Polonia. Sin embargo, las primeras pruebas de la ametralladora Hotchkiss producida tras la guerra demostraron que estaba muy por debajo de las necesidades polacas y las especificaciones de su fabricante, lo que motivó el cese de las negociaciones. Hacia finales de 1927, el Ministerio ordenó un concurso para una nueva ametralladora pesada estándar.

## Desarrollo
Solamente tres empresas participaron en el concurso: la Browning Arms Company estadounidense con la Browning M1917, una copia checoslovaca de la Schwarzlose MG M.07/12 (la Schwarzlose-Janeček vz.07/12/27) y la empresa británica Vickers Limited con la Vickers. Todas las pruebas iniciales fueron superadas por la ametralladora Browning. Se volvieron a efectuar pruebas en 1928 y nuevamente la ametralladora estadounidense demostró ser la más idónea. Sin embargo, el diseño de esta no había sido patentado en Polonia por la Colt Manufacturing Company ni por su representante europeo, la empresa belga FN Herstal (FN). Además, la documentación de la licencia comprada recientemente a la FN para producir el fusil automático Browning tenía errores. Debido a esto, el Ministerio de Guerra polaco decidió ordenar la fabricación de una versión local de la Browning M1917.
A mediados de 1930, los primeros modelos de prueba estuvieron listos y fueron enviados a diversos campos de prueba. En marzo de 1931, los primeros 200 modelos de serie fueron enviados a unidades de primera línea para seguir siendo probados, con la denominación Ckm wz.30. Entre las diferencias más notables entre la ametralladora original y la copia polaca figuran:
1. Calibre diferente, adaptado al cartucho polaco estándar 7,92 x 57 Mauser
2. El alza circular fue reemplazada por un alza con hendidura en V
3. Se alargó su agarradera para facilitar su transporte
4. Un cañón más largo, para aumentar su precisión y puntería
5. Se le modificó el cajón de mecanismos para facilitar el cambio de cañones gastados
6. El cerrojo fue modificado para facilitar el mantenimiento
7. Se adaptó el trípode para poder emplearla como arma antiaérea
8. Se adaptaron los mecanismos de puntería para su empleo como arma antiaérea, así como su agarradera para emplearla a bordo de aviones

Tras las primeras pruebas, se introdujeron una serie de modificaciones adicionales. En 1938, el mecanismo del gatillo fue reemplazado por uno totalmente nuevo y más fiable. Además, el cerrojo fue reemplazado para facilitar el mantenimiento del arma y tenerla en buenas condiciones. La ametralladora modificada recibió la denominación de Ckm wz.30a, aunque este nombre era escasamente utilizado por los soldados. La nueva versión también fue la base para la ametralladora Ckm wz.30/39T, diseñada para ser exportada a Turquía y adaptada al cartucho turco estándar 7,65 x 54. Sin embargo, este modelo nunca fue introducido en grandes números ya que el concurso turco fue cancelado tras el inicio de la Segunda Guerra Mundial. A finales de la década de 1930, los diseñadores de armas P. Wilniewczyc y Skrzypinski diseñaron cañones experimentales con ánima oval estriada (el llamado Estriado Lancaster o elíptico). La producción de estos cañones era muy costosa, pero tenían una mayor precisión y durabilidad. La Fabryka Karabinow (Fábrica de Fusiles, en polaco) de Varsovia produjo entre 1930 y 1939 un total de 7.861 ametralladoras Ckm wz.30, la mayor parte de ellas para el ejército polaco. Pequeñas cantidades fueron exportadas a la Segunda República Española, los Rebeldes Nacionalistas y Rumania.

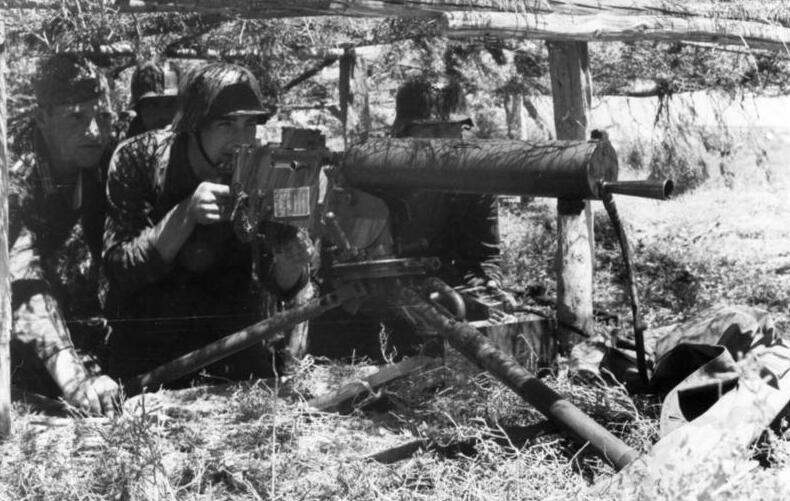
Soldados alemanes entrenando con una ametralladora Ckm wz.30 en Francia, 1943.

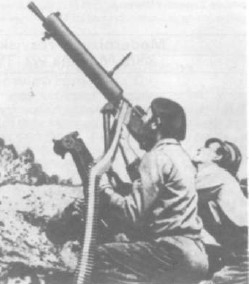
Soldados Segunda República Española

La ametralladora Ckm wz.30 fue empleada por el ejército polaco durante la Invasión de Polonia. El Heer capturó un buen número de estas y las empleó como armas de entrenamiento y para las unidades de segunda línea.

## Usuarios
- Polonia
- Alemania nazi: Empleó ametralladoras Ckm wz.30 capturadas durante la Invasión de Polonia.
- Bando sublevado
- Rumania
- Segunda República Española
- Turquía